# Bembidion adygorum
Bembidion adygorum es una especie de escarabajo del género Bembidion, categorizada en la tribu Bembidiini, de la subfamilia Trechinae.

## Distribución
Se distribuye por Armenia, Azerbaiyán, Georgia, Rusia y Turquía.

## Taxonomía
Fue descrita por Belousov & Sokolov en 1996.